# ラッドロー伯爵
ラッドロー伯爵（ラッドローはくしゃく、英: Earl Ludlow）は、アイルランド貴族の爵位。1760年に創設され、1842年に廃絶した。

## 歴史
トマス・ラムリー＝サンダーソン(c.1691–1752)の娘婿ピーター・ラッドロー(1730–1803)は1755年12月19日にアイルランド貴族であるミーズ県アードサラにおけるラッドロー男爵（Baron Ludlow of Ardsallagh, co. Meath）に、1760年10月3日に同じくアイルランド貴族であるミーズ県アードサラにおけるプレストン子爵とラッドロー伯爵に叙された。
その息子にあたる3代伯爵ジョージ・ジェームズ・ラッドロー(1758–1842)は陸軍軍人としてフランス革命戦争とナポレオン戦争で戦功を立て、1814年に大将に昇進したのち1831年9月10日に連合王国貴族であるラッドロー男爵に叙された。3代伯爵は生涯未婚で子女がおらず、その死とともに爵位がすべて廃絶した。また近親もおらず、遺言状で遺産を尊敬する政治家ジョン・ラッセル卿（のちイギリスの首相）に譲った。

## ラッドロー伯爵（1760年）
- 初代ラッドロー伯爵ピーター・ラッドロー（1730年 – 1803年）
- 第2代ラッドロー伯爵オーガスタス・ラッドロー（1755年 – 1811年）
- 第3代ラッドロー伯爵ジョージ・ジェームズ・ラッドロー（英語版）（1758年 – 1842年）